# Нортвуд-гіллз (станція метро)
51°36′2″ пн. ш. 0°24′33″ зх. д. / 51.60056° пн. ш. 0.40917° зх. д.

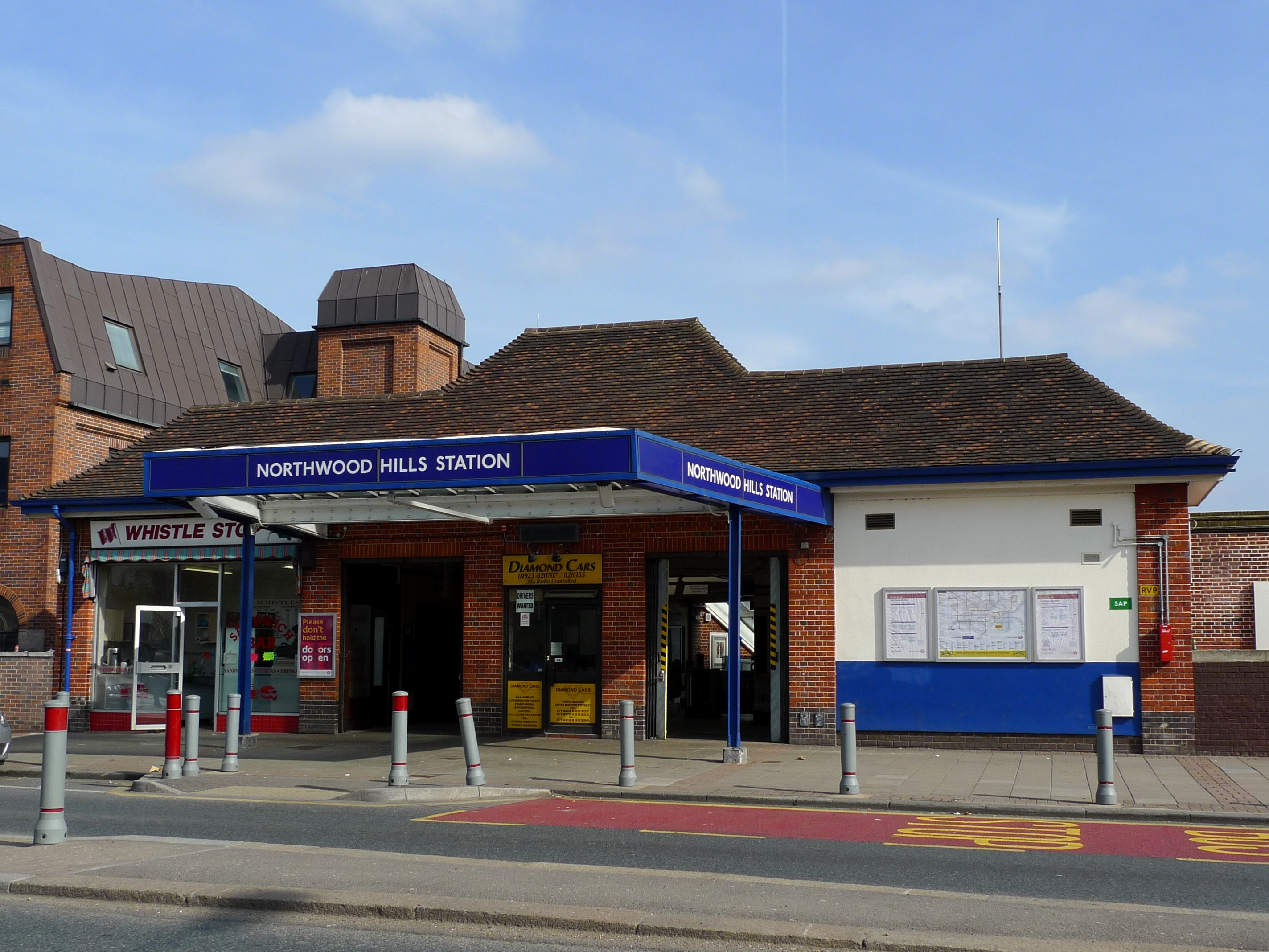
Вхід до станції Нортвуд-гіллз

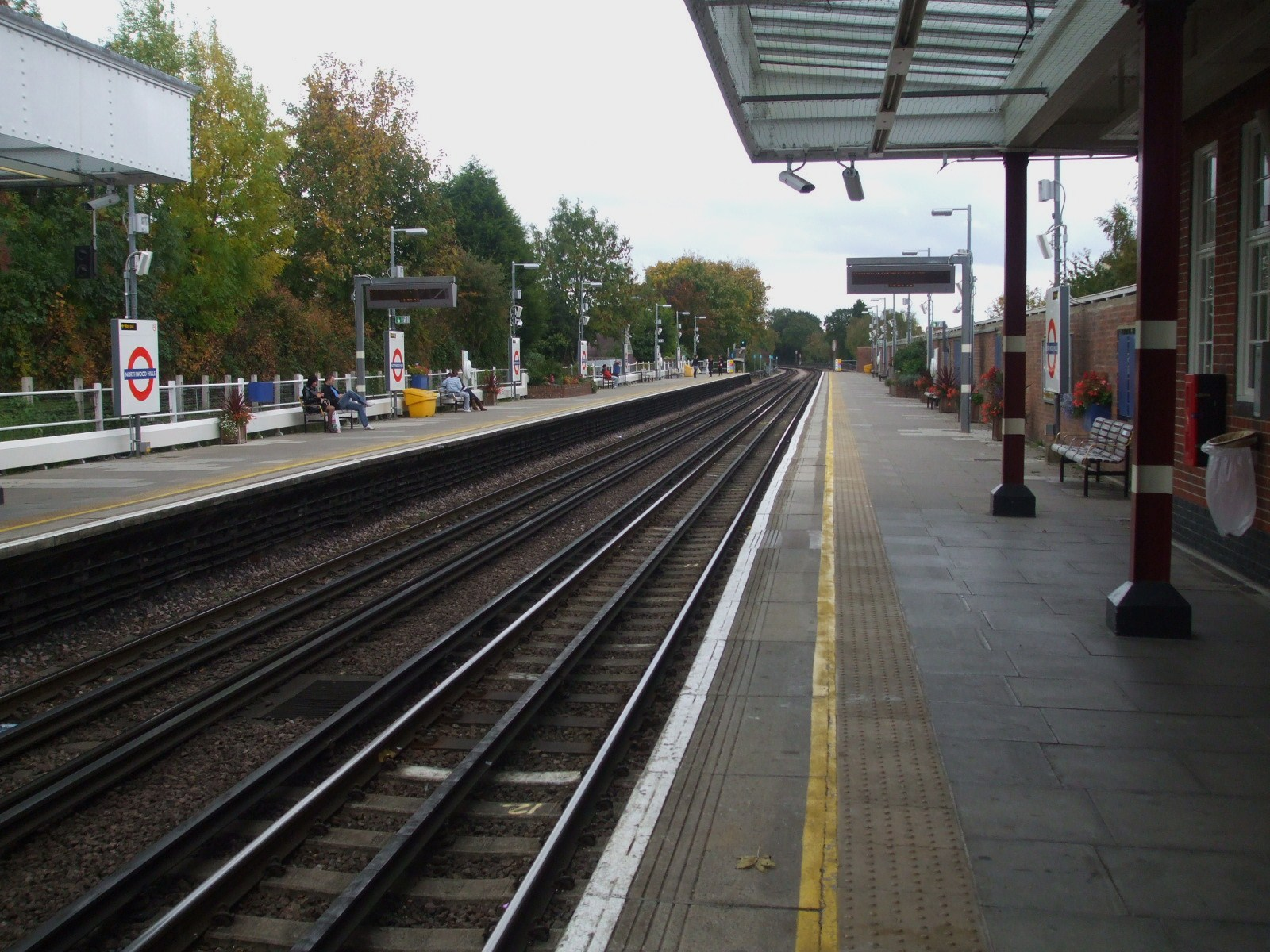
Платформи станції Нортвуд-гіллз

Нортвуд-гіллз (англ. Northwood Hills) — станція лінії Метрополітен Лондонського метро. Розташована у 6-й тарифній зоні, у районі Нортвуд-гіллз, на північному заході Великого Лондону, між станціями Піннер та Нортвуд. Пасажирообіг на 2017 рік — 2.01 млн. осіб
13. листопада 1933 — відкриття станції.

## Пересадки
- Пересадки на автобуси London Buses маршрутів: 282, H11 та H13.

## Послуги
| Попередня станція | Лінія | Лінія                               | Лінія | Наступна станція |
| ----------------- | ----- | ----------------------------------- | ----- | ---------------- |
| Піннер            |       | Лондонське метро Лінія Метрополітен |       | Нортвуд          |